# Келльмюнц-ан-дер-Иллер
Келльмюнц-ан-дер-Иллер (нем. Kellmünz an der Iller) — община в Германии, в земле Бавария. 
Подчиняется административному округу Швабия. Входит в состав района Ной-Ульм. Подчиняется управлению Альтенштадт (Швабен).  Население составляет 1327 человек (на 31 декабря 2010 года). Занимает площадь 8,52 км².